# Шатовилен (Горња Марна)
Шатовилен (фр. Châteauvillain) насеље је и општина у североисточној Француској у региону Шампањ-Арден, у департману Горња Марна која припада префектури Шомон.
По подацима из 2011. године у општини је живело 1653 становника, а густина насељености је износила 15,54 становника/km². Општина се простире на површини од 106,37 km². Налази се на средњој надморској висини од 235 метара.

## Демографија
| 1962. | 1968. | 1975. | 1982. | 1990. | 1999. | 2011. |
| ----- | ----- | ----- | ----- | ----- | ----- | ----- |
| 1.598 | 1.611 | 1.596 | 1.707 | 1.760 | 1.710 | 1.653 |

График промене броја становника у току последњих година